# 해연중학교
해연중학교(海淵中學校)는 대한민국 부산광역시 남구 대연동에 있는 사립 중학교이다

## 학교 연혁
- 1966년 4월 3일 : 학교부지 선정(남구 대연동 1576-1)
- 1968년 12월 7일 : 학교법인 대연학원 설립인가
- 1970년 1월 14일 : 대연여자중학교 12학급 인가
- 1970년 3월 5일 : 대연여자중학교 3학급 입학
- 1970년 9월 5일 : 이태규 이사장 취임, 초대 박재을 교장 취임
- 1973년 2월 25일 : 제1회 졸업 183명
- 2002년 3월 1일 : 해연중학교로 교명 변경 인가
- 2023년 2월 25일 : 제6대 이문성 이사장 취임
- 2024년 9월 1일 : 제14대 박수연 교장 취임
- 2025년 1월 9일 : 제53회 졸업식 188명(총 22,193명)
- 2025년 3월 4일 : 제56회 입학식

## 참고 자료
- 해연중학교 - 한국교육학술정보원 학교알리미